# Дятел-коротун смугастокрилий
Дя́тел-короту́н смугастокрилий (Meiglyptes tristis) — вид дятлоподібних птахів родини дятлових (Picidae). Мешкає в Південно-Східній Азії.

## Опис

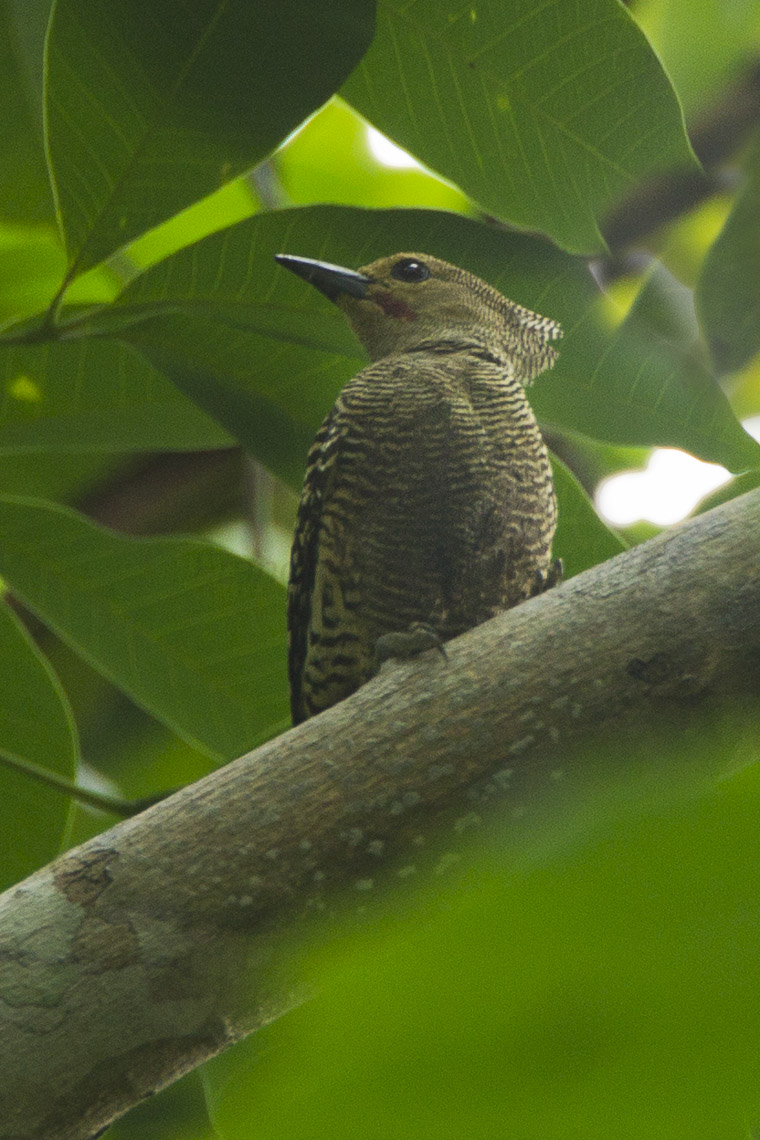
Смугастокрилий дятел-коротун

Довжина птаха становить 17-18 см, вага 31-50 г. У самців спина і верхні покривні пера хвоста смугасті, поцятковані чорними і білувато-охристими смугами, нижня частина спини і надхвістя рівномірно білувато-охристі. Крила чорні, поцятковані білувато-охристими смугами, на кінчиках крил і на внутрішніх опахалах махових пер смуги більш широкі. Хвіст чорний, поцяткований вузькими білувато-охристими смугами. Нижня частина тіла смугаста, поцяткована чорними і білувато-охристими смугами. На верхній частині грудей і боках смуги більш вузькі, на верхній частині живота темні смуги зливаються в бурувату або чорну пляму. Нижня сторона крил чорнувато-бура, нижні покривні пера крил світло-білувато-охристі. Нижня сторона хвоста бура, поцяткована вузькими охристими смужками. 
Голова, шия і короткий чуб на тімені світло-охристі, сильно поцятковані вузькими чорними смужками, на лобі вони менш чіткі або відсутні. Обличчя блідо-охристе. У самців під дзьобом є короткі темно-червоні "вуса", у самиць вони відсутні, ця частина голови у них смугаста, як і її решта. Райдужки карі, дзьоб відносно довгий. чорний, лапи сірі або зеленуваті.
Представники підвиду M. t. tristis вирізняються більш вузькими смужками на верхній частині тіла, також що вона є більш білуватою, натомість нижня частина тіла є більш чорною. Боки зверху місцями поцятковані більшими плямами.

## Підвиди
Виділяють два підвиди:
- M. t. grammithorax (Malherbe, 1862) — Малайський півострів, острови Суматра, Ніас, Банка, Натуна[en] і Калімантан;
- M. t. tristis (Horsfield, 1821) — захід Яви.

Деякі дослідники виділяють підвид M. t. grammithorax у окремий вид Meiglyptes grammithorax.

## Поширення і екологія
Смугастокрилі дятли-коротуни мешкають в М'янмі, Таїланді, Малайзії, Індонезія і Брунеї. Вони живуть у первинних і второнних вологих і сухих тропічних лісах, на узліссях і галявинах, на старих каучукових плантаціях і в садах. Зустрічаються парами, переважно в низовинах, місцями на висоті до 1100 м над рівнем моря. Живуться мурахами та іншими комахами, яких шукають на гілках, стовбурах і серед листя в кронах дерев, при цьому часто звішуючись вниз головою, як синиці. Політ прямий. Сезон розмноження триває з березня по липень. Смугастокрилі дятли-коротуни гніздяться в дуплах дерев, на висоті від 2 до 15 м над землею. В кладці 2 яйця.

## Збереження
МСОП класифікує обидва підвиди смугастокрилого дятла-короткуна як два окремі види. При цьому, підвид M. t. grammithorax класифікується як такий вид, що не потребує особливих заходів зі збереження, а натомість номінативний яванський підвимд перебуває під загрозою зникнення. За оцінками дослідників, популяція підвиду M. t. tristis становить від 1000 до 2500 дорослих птахів. Їм загрожує знищення природного середовища.